# Torneo de Hua Hin
El Torneo de Tailandia o Thailand Open es un torneo de tenis profesional femenino jugado en canchas duras al aire libre. El evento fue parte del ATP Challenger Series y del WTA 125s. A partir de 2019, el torneo pasó a ser categoría WTA International (actualmente llamada WTA 250. Se ha celebrado en Hua Hin, Tailandia, desde el año 2015.

## Campeones

### Individual femenino
| 2015        | Yaroslava Shvédova                                 | Naomi Osaka                                        | 6-4, 6-7(8), 6-4                                   |              |              |
| 2016        | No realizado                                       | No realizado                                       | No realizado                                       | No realizado | No realizado |
| 2017        | Belinda Bencic                                     | Su-Wei Hsieh                                       | 6-3, 6-4                                           |              |              |
| 2018        | No realizado                                       | No realizado                                       | No realizado                                       | No realizado | No realizado |
| ↓ WTA 250 ↓ |                                                    |                                                    |                                                    |              |              |
| 2019        | Dayana Yastremska                                  | Ajla Tomljanović                                   | 6-2, 2-6, 7-6(3)                                   |              |              |
| 2020        | Magda Linette                                      | Leonie Küng                                        | 6-3, 6-2                                           |              |              |
| 2021        | Torneo cancelado debido a la Pandemia de COVID-19. | Torneo cancelado debido a la Pandemia de COVID-19. | Torneo cancelado debido a la Pandemia de COVID-19. |              |              |
| 2022        | Torneo cancelado debido a la Pandemia de COVID-19. | Torneo cancelado debido a la Pandemia de COVID-19. | Torneo cancelado debido a la Pandemia de COVID-19. |              |              |
| 2023        | Lin Zhu                                            | Lesia Tsurenko                                     | 6-4, 6-4                                           |              |              |
| 2024-I      | Diana Shnaider                                     | Lin Zhu                                            | 6-3, 2-6, 6-1                                      |              |              |
| 2024-II     | Rebecca Šramková                                   | Laura Siegemund                                    | 6-4, 6-4                                           |              |              |

### Dobles femenino
| 2015        | Chen Liang Yafan Wang                              | Varatchaya Wongteanchai Zhaoxuan Yang              | 6-3, 6-4                                           |              |              |
| 2016        | No realizado                                       | No realizado                                       | No realizado                                       | No realizado | No realizado |
| 2017        | Yingying Duan Yafan Wang                           | Dalila Jakupović Irina Khromacheva                 | 6-3, 6-3                                           |              |              |
| 2018        | No realizado                                       | No realizado                                       | No realizado                                       | No realizado | No realizado |
| ↓ WTA 250 ↓ |                                                    |                                                    |                                                    |              |              |
| 2019        | Irina-Camelia Begu Monica Niculescu                | Anna Blinkova Yafan Wang                           | 2-6, 6-1, [12-10]                                  |              |              |
| 2020        | Arina Rodiónova Storm Sanders                      | Barbara Haas Ellen Perez                           | 6-3, 6-3                                           |              |              |
| 2021        | Torneo cancelado debido a la Pandemia de COVID-19. | Torneo cancelado debido a la Pandemia de COVID-19. | Torneo cancelado debido a la Pandemia de COVID-19. |              |              |
| 2022        | Torneo cancelado debido a la Pandemia de COVID-19. | Torneo cancelado debido a la Pandemia de COVID-19. | Torneo cancelado debido a la Pandemia de COVID-19. |              |              |
| 2023        | Hao-Ching Chan Fang-Hsien Wu                       | Xinyu Wang Lin Zhu                                 | 6-1, 7-6(6)                                        |              |              |
| 2024-I      | Miyu Kato Aldila Sutjiadi                          | Hanyu Guo Xinyu Jiang                              | 6-4, 1-6, [10-7]                                   |              |              |
| 2024-II     | Anna Danilina Irina Khromacheva                    | Eudice Chong Moyuka Uchijima                       | 6-4, 7-5                                           |              |              |

### Individual masculino
| 2015   | Yūichi Sugita | Stéphane Robert | 6-2, 1-6, 6-3 |              |              |
| 2016 - | No realizado  | No realizado    | No realizado  | No realizado | No realizado |

### Dobles masculino
| 2015   | Lee Hsin-han Yen-Hsun Lu | Andre Begemann Purav Raja | w/o          |              |              |
| 2016 - | No realizado             | No realizado              | No realizado | No realizado | No realizado |